# 電源開発送変電ネットワーク
電源開発送変電ネットワーク株式会社（でんげんかいはつそうへんでんネットワーク）は、電源開発（J-POWER）グループの送電事業者。電源開発の100%子会社。公式の略称は、J-POWER送変電。

## 概要
電源開発は、従前から発電事業・送電事業などを手掛けてきたが、改正電気事業法の規定により、送電事業者が発電事業を兼営することが原則禁止される（発送電分離）。このため、電源開発は2019年（平成31年）4月に100%子会社として当社を設立し、2020年（令和2年）4月に送電事業を当社に移管した。
当社は、日本国内に有する送電設備・変電設備を使用して、一般送配電事業者のために電気を送る事業を営む。

## 設備
電源開発送変電ネットワークは、日本国内に約2,400 kmの送電線を有する。
| 名称             | ルート | 亘長（km） | 電圧（kV） |
| ---------------- | --- | ---------- | ---------- |
| 十勝幹線         | 電源開発 足寄発電所（北海道足寄郡足寄町）～北海道電力ネットワーク 南札幌変電所（北海道札幌市豊平区）                         | 214.4      | 187        |
| 北本直流幹線     | 電源開発送変電ネットワーク 函館変換所（北海道函館市）～同 上北交直変換所（青森県上北郡東北町）                               | 167.4      | 直流±250   |
| 只見幹線         | 電源開発 田子倉発電所（福島県南会津郡只見町）～電源開発送変電ネットワーク 西東京変電所（東京都町田市・神奈川県川崎市麻生区） | 216.2      | 500/275    |
| 佐久間東幹線     | 電源開発 佐久間発電所（静岡県浜松市天竜区）～電源開発送変電ネットワーク 西東京変電所（東京都町田市・神奈川県川崎市麻生区）   | 197.2      | 275        |
| 佐久間西幹線     | 電源開発 佐久間発電所（静岡県浜松市天竜区）～電源開発送変電ネットワーク 名古屋変電所（愛知県春日井市）                       | 107.7      | 275        |
| 御母衣幹線       | 電源開発 御母衣発電所（岐阜県大野郡白川村）～電源開発送変電ネットワーク 名古屋変電所（愛知県春日井市）                       | 108.6      | 275        |
| 奈半利幹線       | 電源開発 魚梁瀬発電所（高知県安芸郡北川村）～電源開発送変電ネットワーク 伊予開閉所（愛媛県西条市）                           | 119.9      | 187        |
| 本四連系線       | 四国電力送配電 讃岐変電所（香川県綾歌郡綾川町）～中国電力ネットワーク 東岡山変電所（岡山県赤磐市）                           | 127.0      | 500        |
| 阿南紀北直流幹線 | 四国電力送配電 阿南変換所（徳島県阿南市）～関西電力送配電 紀北変換所（和歌山県伊都郡かつらぎ町）                             | 99.8       | 直流±250   |
| 関門連系線       | 九州電力送配電 北九州変電所（福岡県北九州市小倉南区）～中国電力ネットワーク 新山口変電所（山口県美祢市）                     | 64.2       | 500        |